# Castalius ertli
Castalius ertli är en fjärilsart som beskrevs av Aurivillius 1907. Castalius ertli ingår i släktet Castalius och familjen juvelvingar. Inga underarter finns listade i Catalogue of Life.